# Diplocephaloides uncatus
Espèce
Diplocephaloides uncatus est une espèce d'araignées aranéomorphes de la famille des Linyphiidae.

## Distribution
Cette espèce est endémique du Zhejiang en Chine,.

## Description
Le mâle holotype mesure 1,75 mm et la femelle paratype 2,06 mm.

## Publication originale
- Song & Li, 2010 : Three new record genera and three new species of Erigoninae from China (Araneae, Linyphiidae). Acta Zootaxonomica Sinica, no 35, no 4, p. 703-715.